# El Algarrobal
El Algarrobal es la capital del distrito de El Algarrobal en la provincia de Ilo, ubicada en el departamento de Moquegua, en el sur del Perú. Según el censo de 2007, cuenta con 38 habitantes.